# 44-й армійський корпус (Третій Рейх)
XXXXIV-й (44-й) армі́йський ко́рпус (нім. XXXXIV. Armeekorps) — армійський корпус Вермахту за часів Другої світової війни.

## Історія
XXXXIV-й армійський корпус був сформований 15 квітня 1940 у Дрездені в XVII-му військовому окрузі (нім. Wehrkreis XVII).

## Райони бойових дій
- Франція (травень — липень 1940);
- Генеральна губернія (липень 1940 — червень 1941);
- СРСР (південний напрямок) (червень 1941 — серпень 1944).

## Командування

### Командири
- генерал від інфантерії Фрідріх Кох (нім. Friedrich Koch) (15 квітня 1940 — 10 грудня 1941);
- генерал-лейтенант Отто Штапф (нім. Otto Stapf) (1 — 26 січня 1942, ТВО);
- генерал артилерії Максиміліан де Ангеліс (нім. Maximilian de Angelis) (26 січня 1942 — 30 листопада 1943);
- генерал від інфантерії Фрідріх Кехлінг (нім. Friedrich Köchling) (30 листопада 1943 — 15 січня 1944);
- генерал артилерії Максиміліан де Ангеліс (15 січня — серпень 1944[1]);

## Бойовий склад 44-го армійського корпусу
Формування управління, забезпечення та підтримки
- 112-те артилерійське командування (Arko 112), згодом з перервами 15-те та 134-те командування,
- 444-те управління корпусного постачання (Korps-Nachschubtruppen 444);
- 444-й корпусний батальйон зв'язку (Korps-Nachrichten-Abteilung 444).

- 72-га піхотна дивізія (72. Infanterie-Division);
- 83-тя піхотна дивізія (83. Infanterie-Division);
- 98-ма піхотна дивізія (98. Infanterie-Division);
- Лейбштандарте-СС «Адольф Гітлер» (Leibstandarte SS Adolf Hitler);
- 1-ша гірсько-піхотна дивізія (1. Gebirgs-Division).

- 168-ма піхотна дивізія (168. Infanterie-Division);
- 252-га піхотна дивізія (252. Infanterie-Division).

- 252-га піхотна дивізія;
- 268-ма піхотна дивізія (268. Infanterie-Division);
- 1-ша кавалерійська дивізія (1. Kavallerie-Division).

- 252-га піхотна дивізія;
- 268-ма піхотна дивізія;
- 1-ша кавалерійська дивізія.

- 9-та піхотна дивізія (9. Infanterie-Division);
- 57-ма піхотна дивізія (57. Infanterie-Division);
- 262-га піхотна дивізія (262. Infanterie-Division);
- 297-ма піхотна дивізія (297. Infanterie-Division).

- 24-та піхотна дивізія (24. Infanterie-Division);
- 68-ма піхотна дивізія (68. Infanterie-Division);
- 94-та піхотна дивізія (94. Infanterie-Division);
- 297-ма піхотна дивізія.

- 68-ма піхотна дивізія;
- 297-ма піхотна дивізія.

- 257-ма піхотна дивізія (257. Infanterie-Division);
- 295-та піхотна дивізія (295. Infanterie-Division);
- 298-ма піхотна дивізія (298. Infanterie-Division).

- 257-ма піхотна дивізія;
- 295-та піхотна дивізія.

- 257-ма піхотна дивізія;
- 295-та піхотна дивізія;
- 298-ма піхотна дивізія.

- 68-ма піхотна дивізія;
- 257-ма піхотна дивізія;
- 295-та піхотна дивізія;
- 298-ма піхотна дивізія;
- 1/3 9-ї піхотної дивізії.

- 68-ма піхотна дивізія;
- 257-ма піхотна дивізія;
- 97-ма легка піхотна дивізія (97. leichte Infanterie-Division).

- 68-ма піхотна дивізія;
- 257-ма піхотна дивізія;
- 97-ма легка піхотна дивізія;
- 101-ша легка піхотна дивізія (101. leichte Infanterie-Division).

- 97-ма єгерська дивізія (97. Jäger-Division);
- 101-ша єгерська дивізія (101. Jäger-Division).

- 198-ма піхотна дивізія (198. Infanterie-Division);
- 101-ша єгерська дивізія.

- 125-та піхотна дивізія (125. Infanterie-Division);
- 97-ма єгерська дивізія;
- 6-та румунська дивізія (6. rumänische Division);
- 9-та румунська дивізія (9. rumänische Division);
- Словацька швидка бригада (slowakische schnelle Brigade).

- 125-та піхотна дивізія;
- 198-ма піхотна дивізія (198. Infanterie-Division);
- 97-ма єгерська дивізія;
- 101-ша єгерська дивізія;
- Румунський кавалерійський корпус (rumänisches Kavalleriekorps).

- 9-та піхотна дивізія;
- 97-ма єгерська дивізія;
- 101-ша єгерська дивізія;
- 3-тя румунська гірсько-піхотна дивізія (3. rumänische Gebirgs-Division);
- 19-та румунська піхотна дивізія (19. rumänische Infanterie-Division).

- 9-та піхотна дивізія;
- 97-ма єгерська дивізія;
- 101-ша єгерська дивізія;
- 19-та румунська піхотна дивізія.

- 9-та піхотна дивізія;
- 79-та піхотна дивізія (79. Infanterie-Division);
- 97-ма єгерська дивізія;
- 101-ша єгерська дивізія;
- 3-тя румунська гірсько-піхотна дивізія;
- 10-та румунська піхотна дивізія (10. rumänische Infanterie-Division).

- 79-та піхотна дивізія;
- 97-ма єгерська дивізія;
- 101-ша єгерська дивізія;
- 3-тя румунська гірсько-піхотна дивізія;
- 10-та румунська піхотна дивізія.

- 79-та піхотна дивізія;
- 98-ма піхотна дивізія;
- 125-та піхотна дивізія;
- 97-ма єгерська дивізія;
- 101-ша єгерська дивізія;
- 3-тя румунська гірсько-піхотна дивізія;
- 10-та румунська піхотна дивізія.

- 79-та піхотна дивізія;
- 98-ма піхотна дивізія;
- 125-та піхотна дивізія;
- 97-ма єгерська дивізія;
- 10-та румунська піхотна дивізія.

- 111-та піхотна дивізія (111. Infanterie-Division);
- 336-та піхотна дивізія (336. Infanterie-Division);
- 15-та авіапольова дивізія (15. Luftwaffen-Feld-Division);
- 4-та румунська гірсько-піхотна дивізія (4. rumänische Gebirgs-Division).
- 24-та румунська піхотна дивізія (24. rumänische Division).

- 4-та гірсько-піхотна дивізія (4. Gebirgs-Division);
- 101-ша єгерська дивізія;
- 73-тя піхотна дивізія (73. Infanterie-Division);
- 153-тя навчально-польова дивізія (153. Feldausbildungs Division).

- 79-та піхотна дивізія;
- 304-та піхотна дивізія (304. Infanterie-Division).

- Корпусна група «F» (Korps-Abteilung F);
- 11-та танкова дивізія (11. Panzer-Division);
- 10-та піхотна дивізія (10. Infanterie-Division);
- 282-га піхотна дивізія (282. Infanterie-Division).